# Ян Скала

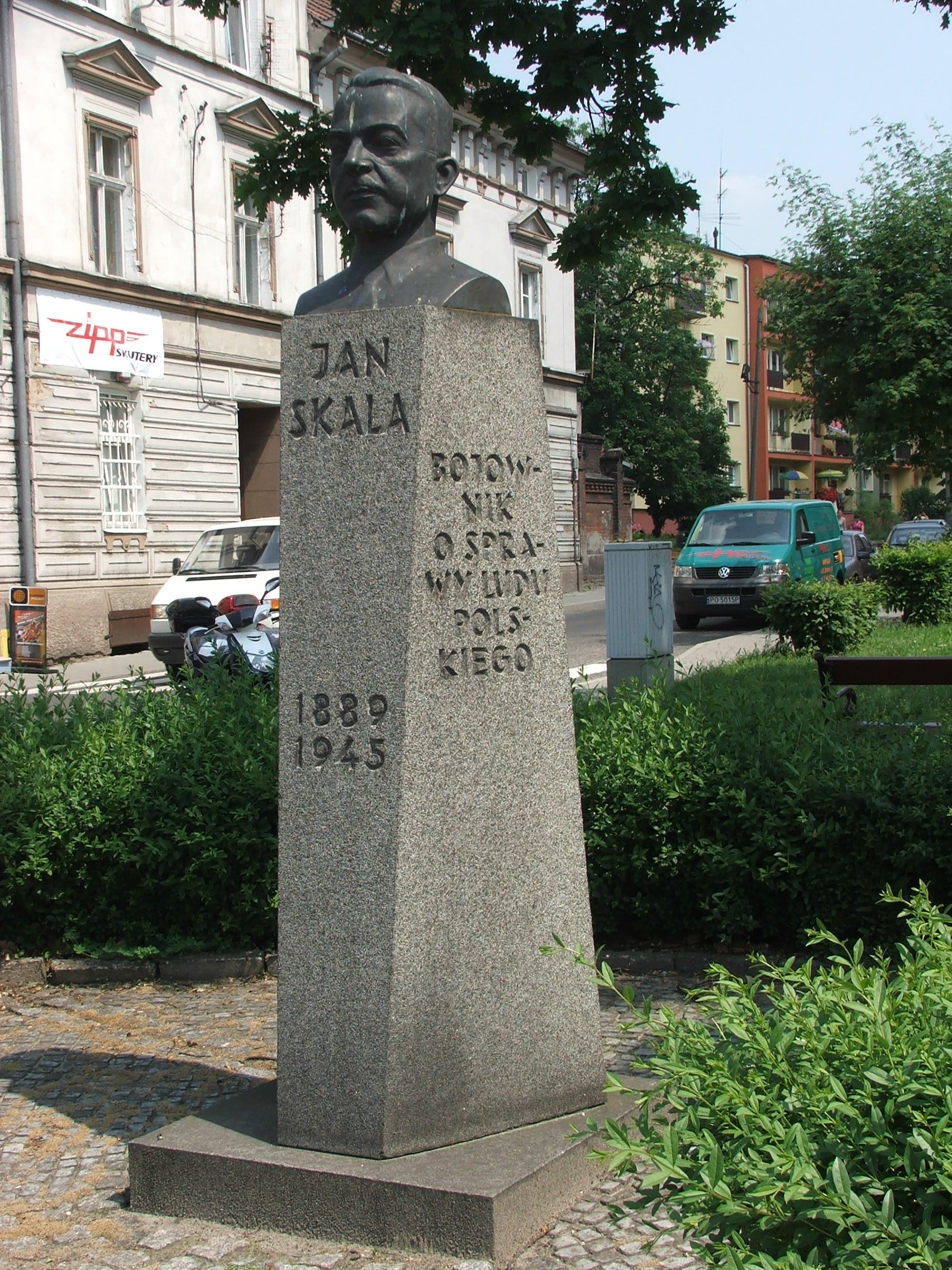
Пам'ятник у польському місті Намислув

Ян Скала (в.-луж. Jan Skala; 17 червня 1889 року, Небельшюц, Лужиця, Німеччина — 22 січня 1945, село Дзєдзіце, поблизу міста Намислув, Польща) — лужицький письменник, поет, публіцист і громадський діяч.

## Життєпис
Ян Скала народився 17 червня 1889 року в робітничій сім'ї в серболужицькій комуні Небельчіци. У 1901 році вступив до гімназії в Бауцені, але незабаром був змушений залишити навчання через брак коштів. У 1902 році закінчив робітничі курси і до 1916 року працював на різних підприємствах хімічної промисловості. Писав невеликі статті для газет соціал-демократичної преси. У 1910 році опублікував свої перші вірші.
У 1912 році вступив до серболужицької культурно-освітньої організації «Матіца серболужицька». З 1916 року брав участь у боях першої світової війни на Балканах і на східному фронті в Російській імперії. В 1920 році був одним із засновників Лужицької народної партії (сьогодні — Лужицький альянс). У 1921 році працював у редакції серболужицької газети «Serbske Nowiny». У 1924 році вступив до «Союзу поляків у Німеччині». Брав участь у діяльності Союзу національних меншин Німеччини. У 1925 році заснував друкований орган Спілки національних меншин Німеччини щомісячник «Kulturwehr» і був його головним редактором до 1936 року. Підтримував зв'язки з демократичною інтелігенцією в Чехословаччині і Польщі.
Після приходу до влади нацистів піддавався гонінням за свою минулу політичну діяльність. У 1936 році йому заборонили займатися журналістською діяльністю. У 1937 році був заарештований з іншими серболужицькими громадськими та культурними діячами. Перебував в ув'язненні в Дрездені протягом 9 місяців. Після звільнення працював на різних підприємствах в Берліні і Бауцені. В 1943 році залишив Берлін і оселився в рідному селі своєї дружини в Нижній Сілезії.
22 січня 1945 року застрелений червоноармійцем, що увірвався до його квартири.

## Праці
- Wo serbskich prašenjach. Přispomnjenja k serbskemu programej, Praha 1922
- Skrě. Zběrka z lubosće khwilow, Budyšin 1923
- Stary Šymko (Старий Шимко), Budyšin 1924
- Die nationalen Minderheiten im Deutschen Reich und ihre rechtliche Situation, Bautzen 1929

## Пам'ять
- У 1965 році в польському місті Намислув установлено пам'ятник Яну Скалі.
- Іменем Яна Скали названа вулиця в Бауцені.